# Tasos Livaditis

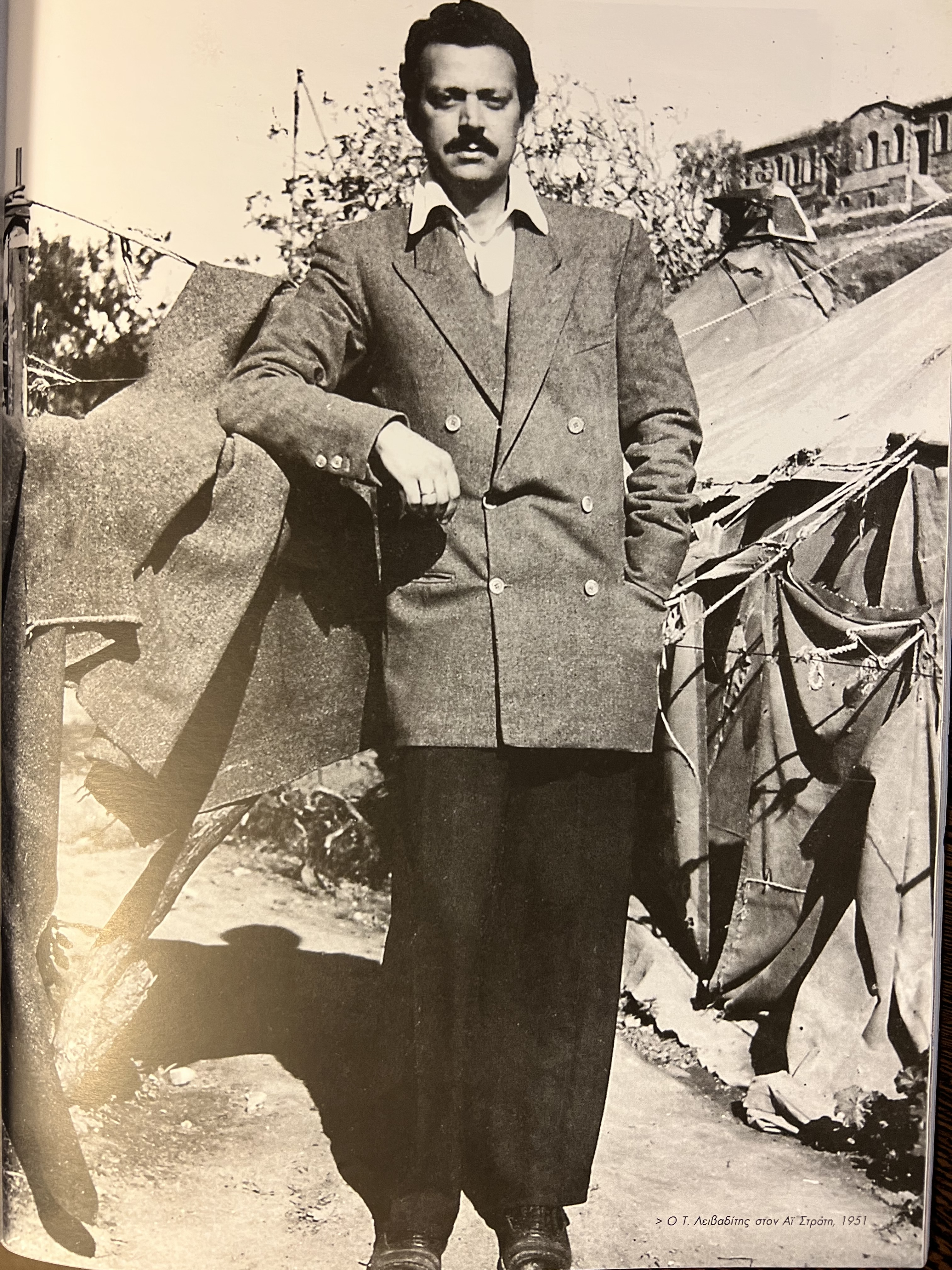
Tasos Leivaditis auf Ai-Strati 1951

Tasos Livaditis (griechisch Τάσος Λειβαδίτης; * 20. April 1922 in Athen; † 30. Oktober 1988 ebenda) war ein griechischer Dichter.

## Leben
Livaditis wuchs in Metaxourgio (Athen) auf und begann 1940 ein Jurastudium an der Athener Universität. Jedoch brach er sein Studium wegen der deutschen Besatzung Griechenlands ab, um in den aktiven Widerstand einzutreten. Er wurde von der griechischen Widerstandsbewegung E.P.O.N. (Ενιαία Πανελλαδική Οργάνωση Νέων (Ε.Π.Ο.Ν.)) rekrutiert. In der Kriegszeit starb sein Vater. Während Livaditis als politischer Gefangener auf der Insel Makronisos interniert war, verlor er 1951 auch seine Mutter, die in Armut lebte. In diesem Jahr wurde sein erstes Gedicht veröffentlicht. Sein starkes politisches Engagement in der linken Bewegung führte zu seiner Verurteilung und Verbannung. Er verbrachte mehrere Jahre im Gefängnis (1947 bis 1951, unter anderem auf der Folterinsel Makronisos, zusammen mit Jannis Ritsos, Mikis Theodorakis und Manos Katrakis). Eine erste Veröffentlichung hatte er 1946 in der Zeitschrift Elefthera Grammata. 1952 erschien sein erster Gedichtband Schlacht am Rande der Nacht. Zwischen 1954 und 1980 arbeitete er als Literaturkritiker bei der Zeitung Avgi. Einige seiner Bücher wurden in den 1950er Jahren wegen aufrührerischen Inhalts verboten. Tasos Livaditis bekam eine Reihe von nationalen und internationalen Preisen für Dichtung und galt als einer der herausragenden Lyriker Griechenlands des letzten Jahrhunderts. 
Er machte sich auch als Drehbuchautor einen Namen. Zusammen mit Kostas Kotzias schrieb er das Drehbuch des bekannten griechischen Films Synoikia to Oneiro (Συνοικία το όνειρο) von Alekos Alexandritis, der 1961 aus politischen Gründen nur in einer zensierten Version erscheinen konnte. Der Text des in Griechenland bis heute bekannten Lieds Es regnet in der armen Nachbarschaft (Βρέχει στη φτωχογειτονιά) aus diesem Film, vertont von Mikis Theodorakis und erstmals interpretiert von Grigoris Bithikotsis, stammt von ihm.
Viele seiner Gedichte wurden von Mikis Theodorakis und anderen griechischen Komponisten vertont.
Tasos Livaditis war mit Maria Stoupa verheiratet, die beiden hatten eine Tochter. Der Dichter starb 1988 in Athen.

## Veröffentlichungen (Auswahl)
- 1952 Schlacht am Rand der Nacht
- 1957 Συμφωνία αρ. 1 (Symphonie Nr.1)[1]
- 1958 Οι γυναίκες με τ’ αλογίσια μάτια (Frauen mit Pferdeaugen)
- 1960 Καντάτα για δυο δισεκατομύρια φωνές (Kantate für zwei Billionen Stimmen)
- 1963 25η ραψωδία της Οδύσσειας (25. Rapsodie des Odysseus)
- 1965 Ποιήματα: 1958–1964 (Gedichte 1958–1964)
- 1966 Οι τελευταίοι (Die Letzten)
- 1972 Νυχτερινός επισκέπτης (Nachtbesucher)
- 1974 Σκοτεινή πράξη (Dunkle Tat)
- 1975 Ο διάβολος με το κηροπήγιο (Der Teufel mit dem Kerzenständer)
- 1975 Οι τρεις (Die Drei)
- 1976 Βιολί για μονόχειρα (Geige für den Einarmigen)
- 1977 Ανακάλυψη (Entdeckung)
- 1983 Ο τυφλός με τον λύχνο (Der Blinde mit der Lampe)
- 1985 Βιολέτες για μια εποχή (Veilchen für die Saison)
- 1987 Μικρό βιβλίο για μεγάλα όνειρα (Ein kleines Buch für große Träume)

## Filmografie
- 1961 Συνοικία το όνειρο (Synoikia to Oneiro, The Neighboorhood Named “The Dream”)
- 1962 Ο Θρίαμβος (O Thriamvos, Der Triumph)
- 1973 Διονύσιος Σολωμός (Dionysios Solomos)